# Hraniční přechod Svatý Kříž – Waldsassen
Hraniční přechod Svatý Kříž – Waldsassen (německy Grenzübergang Waldsassen – Svatý Kříž) je bývalý silniční hraniční přechod, který se nachází na česko-německé státní hranici na hraničním úseku III/14 - III/15 mezi českou osadou a bývalým katolickým poutním místem Svatý Kříž (Háje, součást města Cheb, okres Cheb, Karlovarský kraj) a německým městem Waldsassen (zemský okres Tirschenreuth, spolková země Bavorsko). Přechod leží v nadmořské výšce 507 m n. m. na silnici II/214; za hranicí pokračuje německá silnice B299. Před zrušením byl určen pro pěší, cyklisty, motocykly, osobní automobily, autobusy a nákladní automobily.
Hraniční přechod byl zrušen při vstupu České republiky do Schengenského prostoru v roce 2007. V případě dočasného znovuzavedení ochrany vnitřních hranic je provoz na hraničním přechodu upraven Sdělením Ministerstva vnitra č. 395/2021 Sb.